# Radobuđa
Radobuđa (Servisch: Радобуђа) is een plaats in de Servische gemeente Arilje. De plaats telt 387 inwoners (2002).